# 奴化教育
奴化教育指殖民主义者对被殖民者施行的麻痹反抗意志、消灭民族精神、篡改国家认同、使其顺从接受殖民统治、甘做亡国奴的教育。

## 目的
奴化教育的主要目的包括：肃清进步思想，强化奴化思想，为侵略战争助力。

## 内容

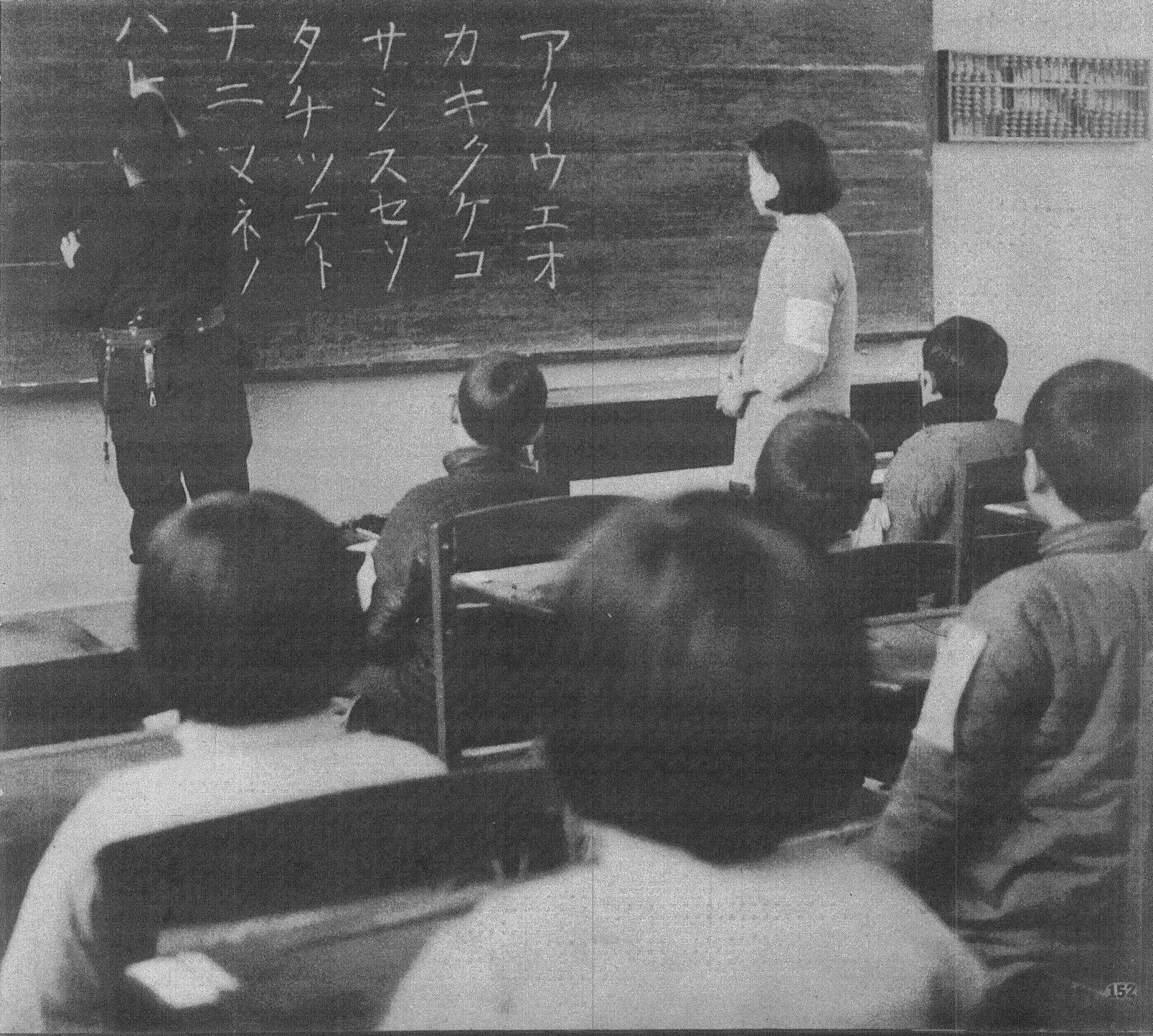
1938年，日本军人在镇江学校教授日语

以日本在中国东北（满洲国）推行的奴化教育为例：

### 重组教育制度
日本重组了教育机构，同时对高等教育采取压制的态度，将大学缩短为三年，仅工科和医科大学为四年；缩短中学年限；设立部分自然学科学校，以培养协助日本掠夺东北资源的“人才”；设立师范学校，其教育目的不是提高教师能力，而是通过“师道特修科”加强教师的奴化思想；针对初等教育毕业的学生，设立职业教育，教授他们简单的职业技能，以补充日本掠夺资源所需劳力。

### 改变教育内容
宣传“建国精神”，主要是宣传“日满一心一德”“民族协和”和“王道”等奴化思想；强制日语教育，过日本的节日，向日本皇宫遥拜；一边对之前遗留的教科书进行涂抹、删改，一边抓紧编写宣扬“日满一体”“建国精神”“民族协和”“振兴东亚”“王道乐土”“一心一德”和“皇道”等奴化内容的教科书。

### 设置“勤劳奉仕”
1942年12月颁布《学生勤劳奉公令》，将“勤劳奉仕”列入授课科目，以学生毕业为要挟条件，强迫学生参加体力劳动，为日本掠夺资源、侵略中国服务。

### 强化视学机构
满洲国文教部建立督学官室，设督学官，各省设视学官，各市、旗、县设视学，监督视察奴化教育实施。督学官每年需至少视察管辖学校一次，视察内容全面（诏书放置情况、“建国精神”实施情况、课程训练、卫生情况、教科书使用情况、日语普及情况、经济设备管理情况、相关教师思想、修养以及研究情况、教育法令实施状况、学校与家庭联系情况），被认为是奴化教育的警察机构。